# Dovadă (filosofie)

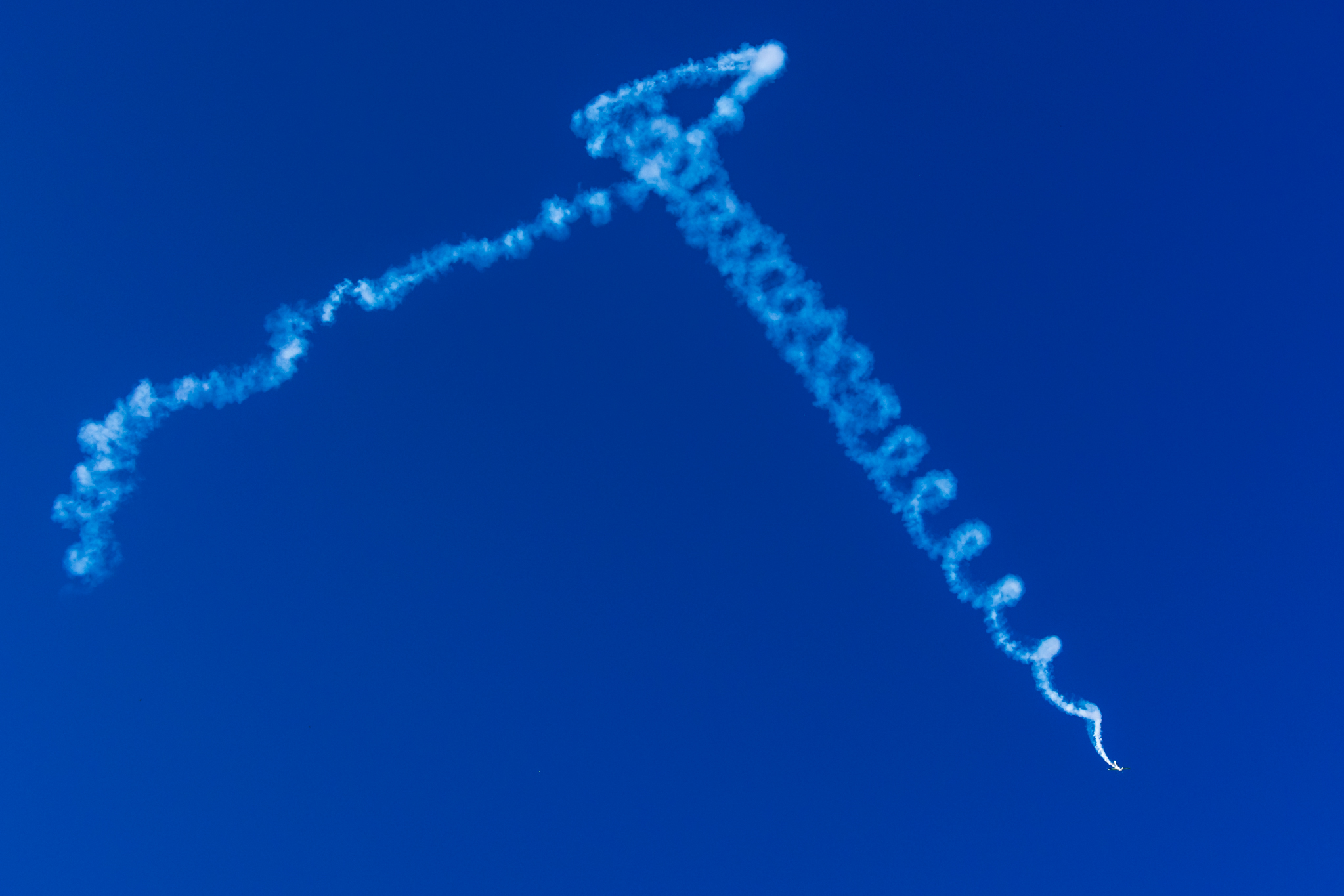
Aceste la un spectacol aerian oferă dovezi privind traiectoria de zbor a aeronavei, precum și condițiile meteorologice.

O dovadă pentru o propoziție este ceea ce susține propoziția respectivă, fiind de obicei înțeleasă ca o indicație că aceasta este adevărată. Rolul și modul în care dovada este definită diferă de la un domeniu la altul.
În epistemologie, dovada reprezintă justificarea credințelor sau ceea ce face rațională adoptarea unei anumite atitudini doxastice. De exemplu, o experiență perceptivă a unui copac poate constitui dovada că există un copac. În acest context, dovada este de obicei înțeleasă ca o stare mentală privată. Aspecte esențiale în acest domeniu includ natura acestor stări mentale, de exemplu, dacă trebuie să fie propoziționale și dacă stările mentale înșelătoare pot fi considerate dovezi.
În fenomenologie, dovada se referă la cunoașterea intuitivă ce oferă acces imediat la adevăr și este considerată inatacabilă. Aceasta servește ca justificare ultimă pentru principiile filozofice de bază, transformând astfel filozofia într-o știință riguroasă. Totuși, este foarte dezbătut dacă dovada poate îndeplini aceste cerințe.
În filozofia științei, dovada este ceea ce confirmă sau infirmă ipotezele științifice. De exemplu, ,ăsurătorile orbitei „anormale” a lui Mercur sunt considerate dovezi care confirmă teoria relativității generale a lui Einstein. Pentru a acționa ca arbitru neutru între teorii concurente, este esențial ca dovezile științifice să fie publice și obiective, astfel încât susținătorii diferitelor teorii să poată conveni asupra relevanței dovezilor. Acest lucru este asigurat prin metoda științifică și tinde să conducă la un consens științific pe baza acumulării de dovezi. Doi factori problematici sunt subdeterminarea (dovezile pot susține teorii concurente în mod egal) și încărcarea teoretică (ceea ce este considerat dovadă poate depinde de anumite ipoteze teoretice).
În alte domenii, precum științele și dreptul, se pune accent pe natura publică a dovezilor (de exemplu, oamenii de știință analizează modul de generare a datelor statistice).
Pentru ca ceva să fie dovadă pentru o ipoteză, trebuie să existe o relație adecvată între ele, denumită în filozofie, „relația probatorie”. Există mai multe teorii asupra acestei relații: abordările probabiliste sugerează că o dovadă crește probabilitatea ipotezei susținute; ipotetico-deductivismului susține că dovada constă în consecințele observabile ale ipotezei; iar abordarea instanței pozitive afirmă că o propoziție de observație este dovadă pentru o ipoteză universală dacă descrie o instanță pozitivă a acesteia.
Relația probatorie variază ca intensitate – de la dovezi directe pentru o ipoteză, până la dovezi indirecte, cum ar fi probelor circumstanțiale. În drept, regulile probatorii guvernează tipurile de dovezi admise într-un proces. Tipurile de probe includ mărturiile, documentele și probele materiale. Aspectele necontestate sunt cunoscute ca „fapte ale cazului”, iar un judecător sau juriu decide asupra celorlalte aspecte, bazându-se pe dovezi și pe reguli pentru a rezolva disputele de fapt. În unele cazuri, cum sunt infracțiunile capitale, dovezile trebuie să fie mai convingătoare decât în alte situații (de exemplu, disputele civile), influențând astfel calitatea și cantitatea dovezilor necesare pentru a lua o decizie.

## Natura dovezilor

### Noțiune
Înțeleasă în sensul său cel mai larg, o dovadă pentru o propoziție este ceea ce susține propoziția respectivă. Într-un sens tradițional, termenul este uneori folosit cu o semnificație mai restrânsă, referindu-se la cunoașterea intuitivă a faptelor considerate inatacabile. În acest sens, se folosește doar forma de singular, specifică în special fenomenologiei, unde dovada este ridicată la rang de principiu fundamental al filozofiei, oferind astfel justificările ultime care transformă filozofia într-o știință riguroasă. În uzul modern, apare și forma de plural. În cadrul discursului academic, dovezile joacă un rol central în epistemologie și în filozofia științei, dar sunt de asemenea discutate în diverse domenii, cum ar fi știința, dreptul, istoria, jurnalismul și comunicarea cotidiană.
Diferite abordări au încercat să conceptualizeze natura dovezilor. Aceste încercări pornesc de la intuiții legate de un domeniu specific sau de un anumit rol teoretic jucat de dovezi, continuând cu generalizarea acestora pentru a ajunge la o definiție universală a dovezilor.
O perspectivă importantă este aceea că dovada este ceea ce justifică credințele. Această idee este predominantă în epistemologie și tinde să descrie dovezile în termeni de stări mentale private, de exemplu, experiențe, credințe sau cunoștințe. Această interpretare este legată de ideea că raționalitatea cuiva depinde de modul în care răspunde la dovezi. O altă perspectivă, mai influentă în filozofia științei, vede dovezile ca elemente care confirmă ipotezele științifice și arbitrează între teoriile concurente. Din acest unghi, este esențial ca dovezile să fie publice, pentru a permite mai multor oameni de știință să acceseze aceleași dovezi. Fenomenele publice observabile, precum obiectele și evenimentele fizice, sunt preferate în această viziune, spre deosebire de stările mentale private.
Există o problemă majoră în aceste abordări: definițiile dovezilor variază semnificativ, atât în interiorul unui domeniu, cât și între domenii, și sunt adesea incompatibile. De exemplu, nu este clar ce au în comun un cuțit însângerat și o experiență perceptivă, deși ambele sunt tratate ca dovezi în diferite discipline. Acest fapt sugerează că nu există un concept unitar care să corespundă diverselor roluri teoretice atribuite dovezilor, ceea ce înseamnă că nu se înțelege întotdeauna același lucru prin „dovadă”.

### Caracteristici
Aristotel, fenomenologii și alți savanți acceptă că există mai multe grade de dovezi. De exemplu, rezultatul unei ecuații complexe poate deveni evident pentru un matematician după o analiză îndelungată, dar o formulă mai simplă poate părea evidentă de la bun început.
Riofrio a identificat anumite caracteristici comune dovezilor evidente, care devin mai prezente odată cu creșterea gradului de evidență. Aceste caracteristici intrinseci ale dovezilor sunt:
1. Adevărul este evident, în timp ce falsitatea, deși poate părea evidentă uneori, nu se bazează pe dovezi reale.
2. Coerența cu alte adevăruri; orice incoerență semnificativă poate indica prezența unei erori.
3. Raționamentul necesar ca bază a adevărurilor evidente.
4. Simplitatea — adevărurile mai simple sunt de obicei mai evidente și se explică de la sine.
5. Autojustificarea — adevărurile evidente sunt inatacabile și nu necesită justificare suplimentară.
6. Claritatea — ele sunt ușor de înțeles și transparente.

Există și patru caracteristici externe sau subiective ale evidenței:
1. Certitudinea — adevărurile evidente inspiră certitudine și oferă un sentiment de securitate cunoscătorului.
2. Naturalitatea — adevărurile evidente sunt percepute ca naturale și fără efort.
3. Acceptarea comună — adevărurile evidente tind să fie recunoscute de majoritate, fiind corelate cu bunul simț.
4. Fundamentul pentru alte cunoștințe — ele constituie o bază solidă pentru dezvoltarea altor domenii de cunoaștere.

Aceste zece caracteristici ale dovezilor evidente au permis lui Riofrio să elaboreze un test pentru a detecta nivelul de certitudine sau evidență al unui argument.

## Diferite abordări ale dovezilor
Teoreticieni importanți ai dovezilor includ Bertrand Russell, Willard Van Orman Quine, pozitiviștii logici, Timothy Williamson⁠(d), Earl Conee și Richard Feldman. Russell, Quine și pozitiviștii logici aparțin tradiției empirice și susțin că dovezile constau în date senzoriale, stimularea receptorilor senzoriali și afirmații de observație, respectiv. Williamson argumentează că toate cunoștințele constituie dovezi. Conee și Feldman, în schimb, susțin că doar stările mentale curente ale unei persoane ar trebui considerate dovezi.

### În epistemologie
Intuiția centrală din epistemologie este că dovezile sunt ceea ce justifică credințele. De exemplu, experiența auditivă a lui Phoebe a muzicii îi justifică credința că difuzoarele sunt pornite. Pentru a putea juca acest rol, dovezile trebuie să fie deținute de persoana care crede. Astfel, experiențele lui Phoebe îi justifică credințele proprii, dar nu și pe ale altora. Unii filozofi susțin că doar stările mentale conștiente, precum datele senzoriale, constituie dovezi. Totuși, această perspectivă ar face multe credințe de zi cu zi nejustificate. O viziune mai comună este că toate tipurile de stări mentale, inclusiv credințele inconștiente stocate, pot funcționa ca dovezi. Aceasta sugerează că justificarea unei credințe trebuie să fie bazată pe o stare mentală capabilă să o susțină, adică credința trebuie să fie legată de starea mentală care o justifică.
Unii teoreticieni susțin că doar stările mentale propoziționale pot juca acest rol, o poziție numită „propoziționalism”. O stare mentală este propozițională dacă este orientată către un conținut propozițional, exprimată de verbe precum „a crede” în structuri de tipul „Robert crede că magazinul vinde lapte”. O astfel de viziune neagă că impresiile senzoriale pot fi dovezi, deși acestea sunt adesea considerate astfel. Propoziționalismul este uneori combinat cu ideea că doar credințele față de propozițiile adevărate constituie dovezi. Împotriva acestei poziții, s-a argumentat că dovezile pot fi înșelătoare și totuși pot fi considerate dovezi. 
Această abordare este adesea combinată cu ideea că dovezile, propoziționale sau de alt tip, determină raționalitatea credințelor noastre. Totuși, este posibil să fie rațional să ai o credință falsă atunci când dovezile disponibile sunt înșelătoare. De exemplu, în filmul Matrix, Neo avea motive să creadă că trăia în secolul al XX-lea datorită dovezilor aparent clare, deși acestea erau parte dintr-o realitate simulată. Raționalitatea ne cere nu doar să credem dacă avem dovezi decisive pentru, ci și să nu credem atunci când avem dovezi împotrivă și să suspendăm credința când ne lipsesc dovezile clare.

### În fenomenologie
În fenomenologie, „dovadă” se referă specific la cunoașterea intuitivă sau „datul de sine” (selbst-gegeben). Acest concept contrastează cu intențiile goale, în care cineva își formează o opinie fără o prezentare intuitivă. Dovezile sunt astfel legate de ideea că constituie un acces imediat la adevăr. Fenomenul perceput evident garantează propriul adevăr și este, astfel, inatacabil. Această metodă fenomenologică își propune să asigure o bază epistemică solidă pentru filozofie, considerată aici o știință riguroasă. Această pretenție de certitudine absolută este criticată de oponenți, care argumentează că și cunoștințele bazate pe intuiție sunt imperfecte. De exemplu, printre fenomenologi există dezacorduri privind structurile de bază ale experienței.

### În filozofia științei
În știință, dovada este ceea ce confirmă sau infirmă ipotezele științifice. Confirmarea se referă la măsurători sau observații care sprijină o teorie, cum ar fi orbitarea „anormală” a lui Mercur, care susține teoria relativității generale a lui Einstein Măsurătorile orbitei „anomale” a lui Mercur, de exemplu, sunt considerate ca dovezi care confirmă teoria relativității generale a lui Einstein. Dovezile științifice trebuie să fie publice și necontroversate, astfel încât susținătorii teoriilor concurente să fie de acord asupra lor. Aceste cerințe sugerează că dovezile științifice nu sunt stări mentale private, ci fenomene publice observabile.
Se susține că dovezile preced ipotezele, fie în mod temporal, fie epistemic. Posibilitatea ca ideea noastră despre dovezi să se schimbe fără a modifica semnificațiile teoretice sugerează că prioritatea dovezilor poate fi epistemică, și nu doar semantică sau temporală.
O problemă centrală a dovezilor științifice este subdeterminarea, adică faptul că ele pot susține în mod egal teorii diferite. În cazul gravitației, de exemplu, dovezile empirice ale gravitației funcționează pentru ambele teorii ale lui Newton și Einstein. Totuși, acumularea treptată de dovezi poate conduce la un consens științific, caracteristic științelor în contrast cu alte domenii.
Încărcarea teoretică a dovezilor, unde măsurătorile depind de ipoteze adiționale, poate submina rolul de arbitru neutru al dovezilor, împiedicând consensul dacă părțile diferite nu sunt de acord asupra semnificației dovezilor.

## Natura raportului probatoriu
Filozofii din secolul al XX-lea au început să investigheze „relația probatorie” – relația dintre dovezi și propoziția pe care acestea o susțin. Problema naturii acestei relații privește întrebarea despre ce condiții trebuie îndeplinite pentru ca o dovadă să justifice o credință sau să confirme o ipoteză. Printre teoriile importante se numără abordarea probabilistică, ipotetico-deductivismul și abordarea instanței pozitive.
Abordările probabiliste, cunoscute și sub numele de teoria confirmării bayesiene, explică relația probatorie prin intermediul probabilităților. Acestea susțin că este suficient ca existența dovezilor să crească probabilitatea ca ipoteza să fie adevărată, exprimată matematic prin {\displaystyle P(H\mid E)>P(H)}. Cu alte cuvinte, o dovadă E confirmă o ipoteză H dacă probabilitatea condiționată a ipotezei, având în vedere dovada, este mai mare decât probabilitatea necondiționată a ipotezei. De exemplu, fumul E poate indica un incendiu H, întrucât acestea apar frecvent împreună, crescând probabilitatea existenței unui incendiu. Astfel, dovezile devin similare cu un indicator sau simptom al adevărului ipotezei. Totuși, această abordare a fost criticată ca fiind prea permisivă, deoarece permite generalizări accidentale ca dovezi. De exemplu, găsirea unui nichel într-un buzunar crește probabilitatea ipotezei „Toate monedele din buzunarele mele sunt nichel”. Însă, după Alvin Goldman⁠(d), acest lucru nu ar trebui considerat o dovadă, deoarece nu există o legătură relevantă între acest nichel și restul monedelor.
Ipotetico-deductivismul este o abordare neprobabilistică, ce caracterizează relația probatorie prin consecințele deductive ale ipotezei. Din această perspectivă, „dovada pentru o ipoteză este o consecință observațională adevărată a acelei ipoteze”. Totuși, ipotezele conțin adesea puține informații și au, astfel, puține sau chiar deloc consecințe observaționale deductive. În plus, ipotezele auxiliare trebuie incluse, ceea ce transformă relația probatorie într-o relație triadică între dovezi, ipoteză și ipoteze auxiliare. Aceasta înseamnă că dacă un lucru este dovadă pentru o ipoteză depinde de ipotezele auxiliare pe careAceastă abordare este frecvent întâlnită în practica științifică, unde oamenii de știință încearcă să confirme sau infirme teorii prin dovezi experimentale. Totuși, această abordare întâmpină dificultăți în distingerea între cazurile relevante și irelevante. Dacă fumul este o dovadă pentru ipoteza „există un incendiu”, el ar fi o dovadă și pentru conjuncții ce includ această ipoteză, de exemplu, „există un incendiu și Socrate a fost înțelept”.
Abordarea instanței pozitive sugerează că o propoziție observațională este o dovadă pentru o ipoteză universală doar dacă descrie o instanță pozitivă a acesteia. De exemplu, observația „această lebădă este albă” sprijină ipoteza „toate lebedele sunt albe”. Această abordare se bazează pe logica de ordinul întâi: o propoziție este dovadă pentru o ipoteză dacă implică „dezvoltarea ipotezei”. Totuși, această metodă presupune ca ipoteza și dovada să utilizeze același vocabular, ceea ce devine problematic în cazul obiectelor teoretice neobservabile, cum ar fi electronii sau corzile în fizică.

## Dovezi empirice (în știință)
În cercetarea științifică, dovezile sunt acumulate prin observații ale fenomenelor naturale sau experimente într-un laborator realizate în condiții controlate. Oamenii de știință acordă atenție modului în care datele sunt generate și utilizate pentru inferențe statistice. Dovezile științifice sunt în general folosite pentru susținerea sau respingerea unei ipoteze.
Sarcina probei revine celui care face o afirmație controversată, inclusiv în știință, unde autorii articolelor își susțin descoperirile în fața colegilor. Când dovezile contrazic așteptările, ele și metodologia sunt examinate îndeaproape, și doar la final ipoteza este respinsă – proces numit „infirmarea ipotezei”. Standardele pentru dovezi în știință sunt colectate pentru a evita prejudecățile și dovezile anecdotice.

## Lege

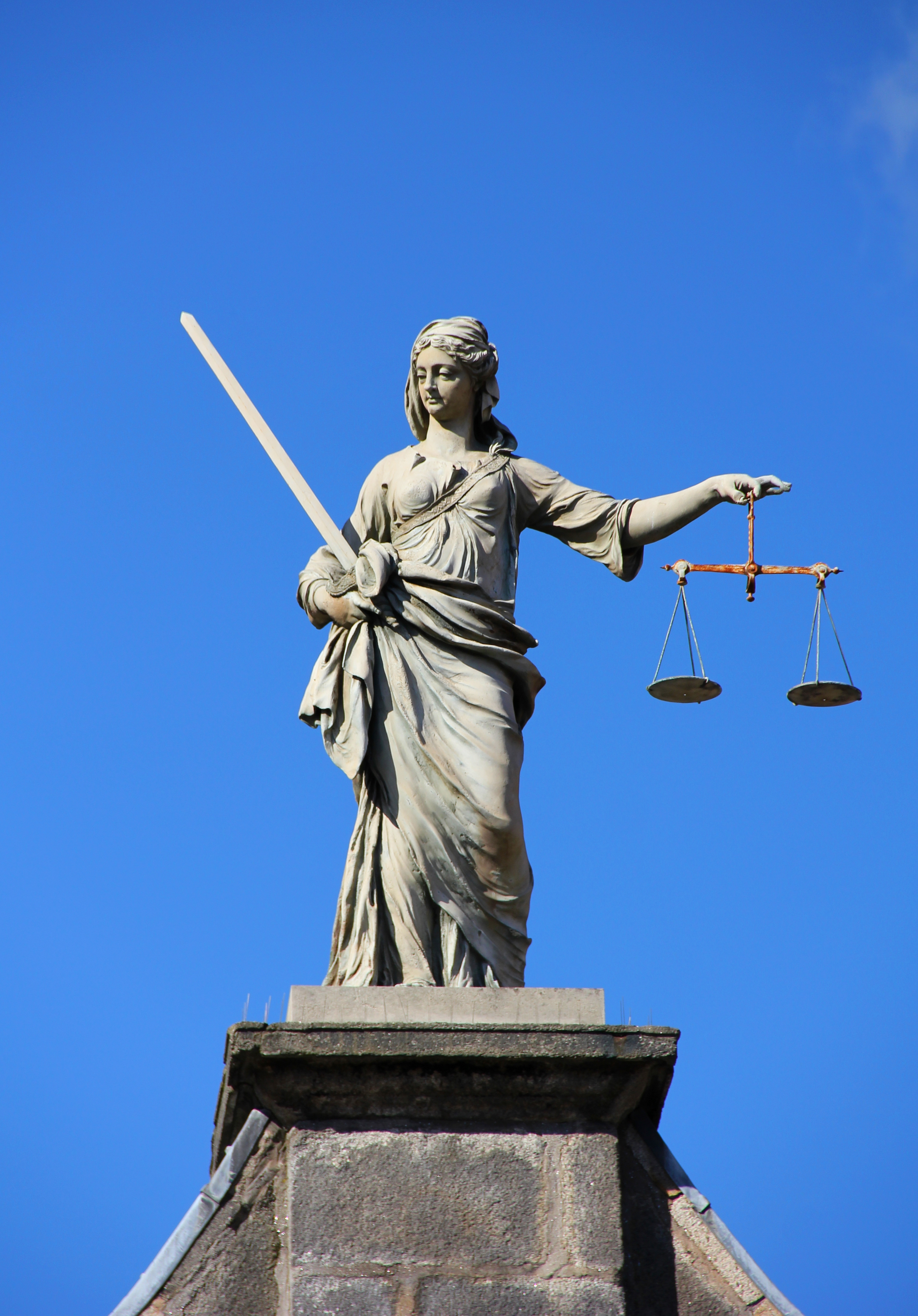
Balanța văzută în reprezentările zeiței Iustitiei poate fi considerată ca reprezentând cântărirea dovezilor într-un proces legal.

În drept, producerea și prezentarea probelor depind mai întâi de stabilirea responsabilității cu privire la sarcina probei. Probele admisibile sunt cele pe care instanța le acceptă și le ia în considerare pentru a decide un caz. În acest sens, există două aspecte principale privind sarcina probei: persoana căreia îi revine sarcina și gradul de certitudine necesar în prezentarea probelor, care depinde atât de cantitatea, cât și de calitatea acestora. În general, în instanțele din țările occidentale, sarcina probei revine acuzării în cazurile penale și reclamantului în cazurile civile. În cazurile penale, se cere ca dovada să fie „dincolo de orice îndoială rezonabilă”, iar în cele civile, se solicită doar „preponderența probelor” sau ca afirmația să fie mai probabil adevărată decât falsă. Decizia privind îndeplinirea sarcinii probei este luată de un decident – fie juriul, fie judecătorul.
După stabilirea sarcinii probei, dovezile sunt colectate și ulterior prezentate în instanță.

### Colecție

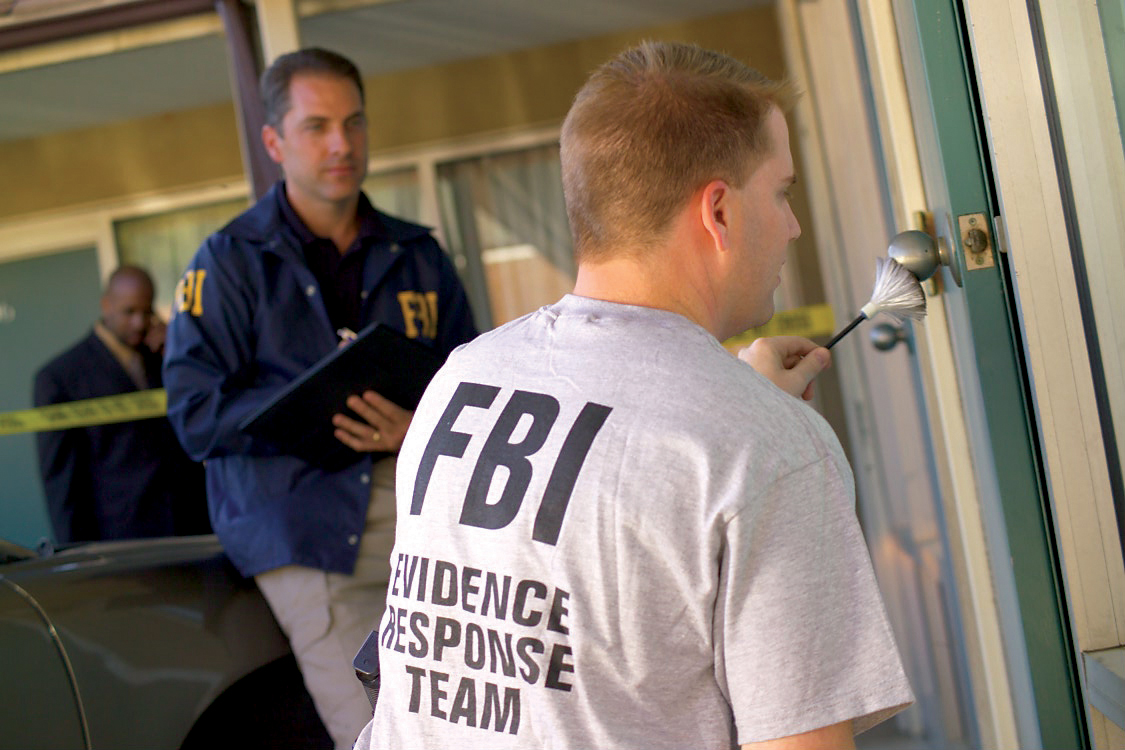
O echipă de răspuns FBI colectează dovezi prin pudrarea unei zone pentru amprente

Într-o investigație penală, scopul probelor este acela de a identifica responsabilul unui act criminal, concentrându-se pe conectarea probelor fizice și a mărturiilor la o anumită persoană.

### Prezentare
Lanțul de custodie descrie traseul dovezilor fizice de la locul crimei sau arestării până în sala de judecată, iar acesta trebuie documentat riguros de toți cei care manipulează probele. În caz contrar, dacă lanțul de custodie este întrerupt, inculpatul poate solicita excluderea acestor probe ca fiind inadmisibile.
Prezentarea probelor în instanță este reglementată de reguli stricte, diferite de procedurile de colectare, și urmărește să demonstreze sau să infirme punctele în discuție. Ignorarea acestor reguli poate atrage consecințe legale. În drept, anumite politici permit sau impun excluderea probelor bazate pe preocupări legate de fiabilitate sau interes public. Probele prezentate la proces se încadrează în două categorii principale: mărturii (ce susțin verbal un fapt) și materiale probatorii (ce oferă suport vizual). În instanțele federale din SUA, probele sunt evaluate conform Regulior Federale privind Dovezile.

### Sarcina probei
Sarcina probei este obligația unei părți de a prezenta suficiente dovezi pentru a schimba poziția inițială a decidentului. Această sarcină trebuie îndeplinită atât prin stabilirea probelor confirmatoare, cât și prin combaterea probelor părții adverse. Concluziile trase din probe sunt supuse criticii dacă sarcina probei nu este respectată.
Principalele considerente ale sarcinii probei sunt:
1. Cine deține sarcina probei?
2. Care este gradul de certitudine necesar pentru susținerea afirmației?

Gradul de certitudine depinde de natura cazului și de contextul specific, determinând cantitatea și calitatea probelor necesare pentru a satisface cerințele legale.
Într-un proces penal din SUA, acuzarea are sarcina probei, deoarece inculpatul este considerat nevinovat până la dovedirea vinovăției dincolo de orice îndoială rezonabilă. În cazurile civile, reclamantul trebuie să demonstreze că preponderența probelor este în favoarea sa. Alte standarde legale de probă includ „suspiciunea rezonabilă”, „cauza probabilă” (pentru arestare), „dovezi Prima facie⁠(d)”, „dovezi credibile”, „dovezi substanțiale” și „dovezi clare și convingătoare”.
În dezbaterile filozofice, sarcina probei revine, în mod obișnuit, părții care face o afirmație, poziția implicită fiind de neutralitate sau necredință. Într-o dezbatere formală, fiecare parte poartă sarcina probei pentru afirmațiile făcute, iar partea care susține o rezoluție va avea sarcina generală a probei în favoarea acesteia.

## Tipuri specifice de dovezi
- Dovezi digitale
- Experiența personală
- Dovezi fizice
- Dovezi de relație
- Dovezi științifice
- Dovezi testimoniale
- Dovezi de urmă